# Urtica spirealis
Urtica spirealis là loài thực vật có hoa trong họ Tầm ma. Loài này được Blume miêu tả khoa học đầu tiên năm 1856.